# 九条道家
九条 道家（くじょう みちいえ）は、鎌倉時代前期の公卿。太政大臣・九条良経の次男。官位は従一位・准三宮、摂政、関白、左大臣。九条家3代当主。光明峯寺殿、峯殿を号す。通称に光明峯寺関白（こうみょうぶじ かんぱく）。京都九条通に東福寺を建立した。鎌倉幕府4代将軍・藤原頼経の父。

## 生涯

### 朝廷内で出世
幼少時から祖父の九条兼実に寵愛され、祖父に引き取られて養育された。建仁3年（1203年）2月13日、元服すると同時に正五位下に叙任される。その後も侍従、左近衛中将、従三位、権中納言と栄進を続ける。元久3年（1206年）春、父の良経が急死すると、道家はその後を継ぐ。
承元3年（1209年）3月、姉の立子を皇太弟の守成親王（後の順徳天皇）の妃として娶わせる。そのため、その後も左近衛大将、権大納言、内大臣、右大臣と栄進を続ける。更に順徳天皇と姉立子との間に懐成親王（後の仲恭天皇）が生まれると、東宮補佐役となる。建保6年（1218年）12月には叔父の九条良輔が死去したこともあり、左大臣にまで栄進した。これは天皇家の外戚関係になったことと、岳父の西園寺公経が鎌倉幕府との関係が深かった事から、幕府の後ろ盾によるところが大きかった。

### 鎌倉幕府と提携
建保7年（1219年）1月、3代将軍・源実朝がその甥の公暁によって暗殺されると、道家の母が頼朝の姪に当たることから、執権の北条義時より3男の三寅、後の藤原頼経を4代将軍にと要請される。道家はこれに応じて同年6月、頼経（2歳）を鎌倉に下向させた。承久3年（1221年）4月には順徳天皇が懐成親王に譲位して上皇となり、懐成親王（2歳）は践祚して仲恭天皇となり、道家はその外叔父に当たるために摂政となった。ところが実朝の死で朝幕の力関係が崩れたのを機に、後鳥羽上皇によって承久の乱が起こされる。これはしかし幕府方の勝利に終わり、朝廷方の首班が続々と処断される中、7月には仲恭天皇は廃位された。道家は後鳥羽上皇や順徳上皇たちの討幕計画には加わらなかったが、摂政を罷免された。
廃位された仲恭天皇は道家に預けられ、天福2年5月20日（1234年6月18日）、17歳で死亡するまで幽閉・蟄居処分のままであった。混乱期であり、在位もごく短く（歴代最短記録）、上皇にもならないまま蟄居のまま死亡した。ゆえに即位式も大嘗祭も行われなかったため諡号・追号がされず、即位の事実も曖昧なまま、長く九条廃帝、承久の廃帝、半帝、後廃帝などと呼ばれた。
嘉禄元年（1225年）、幕府の陰の実力者であった北条政子が死去したため、翌年1月に鎌倉に下向していた頼経は正式に征夷大将軍に任命される。承久の乱後、朝廷では幕府との関係が深かった岳父の西園寺公経が最大実力者として君臨していたため、政子の死や頼経の将軍就任、公経の叔母である北白河院の支持も手伝って、道家は安貞2年（1228年）12月、近衛家実の後を受けて関白に任命された。翌年11月には長女の竴子（のちの藻璧門院）を後堀河天皇の女御として入内させた。

### 全盛期　太閤として
寛喜3年（1231年）7月、長男・教実に関白職を譲ったが、なおも朝廷の最大実力者として君臨し、従一位にまで栄進する。しかも中宮となった竴子に秀仁親王（後の四条天皇）が生まれ、秀仁親王が貞永元年（1232年）10月に後堀河天皇の譲位を受けて践祚すると、道家は外祖父として実権を完全に掌握し、長男の教実は摂政となった。しかし教実は文暦2年（1235年）3月に早世したため、道家が再び摂政となる。このため、九条家は朝廷の最大有力家として君臨したが、これに対して近衛家が猛反発したため、道家は嘉禎3年（1237年）に娘の仁子を近衛兼経に嫁がせた。
嘉禎4年（1238年）、この年は道家にとっては全盛期を象徴する年となった。2月9日には16歳で既に権大納言になっていた一条実経が将来の摂関就任の要件となる左近衛大将を兼ね、2月17日に鎌倉にいる頼経が上洛して約20年ぶりに父子再会を果たし、閏2月16日には慈源がわずか20歳で天台座主に任ぜられ、4月10日には12歳である5男の福王（後の法助）が仁和寺に入って道深法親王の弟子となり、翌11日には嫡孫（長男・教実の嫡子）である11歳の九条忠家の元服が行われた。一連の行事を終えた道家は4月25日に叔父の大僧正良快を戒師として出家し、法名は行恵とした。以後は禅閤として権勢を誇る。
仁治2年（1241年）正月に行われた四条天皇の元服の際には本来は院に遣わされるべき報告の使者が代わりに道家の元に遣わされ（『宗雅卿記』。なおこの時期には治天にあたる院は不在）、同年末には孫娘（長男・教実の娘）の宣仁門院を四条天皇の女御として入内させる。

### 権勢の衰退
道家は嘉禎3年（1235年）4月、道家は菅原為長の献策を受けて、鎌倉に二条定高と中原師員を派遣して、鎌倉幕府に対して後鳥羽法皇（当時出家していた）と順徳上皇の京都への帰還を提案したが、幕府からは拒否されている。これは四条天皇がまだ5歳である一方で、治天の君であった後堀河上皇も母院である藻璧門院も既に亡くなっており、代わりとなる治天の君を必要としたからと推測されている。しかし、このことは幕府の道家に対する警戒感を強めたと考えられている。
しかし四条天皇は仁治3年（1242年）に12歳で夭折する。道家は次の天皇として順徳上皇の皇子で縁戚に当たる岩倉宮忠成王を推薦したが、北条泰時はかつて承久の乱に積極的に加担した順徳上皇の子孫から天皇を擁立することに強硬に反対したため、これは実現せずして終わった。なお、順徳上皇の兄の土御門上皇は承久の乱に関与しなかったため、その皇子の邦仁王（後嵯峨天皇）が四条天皇の後を受けて践祚することとなった（仁治三年の政変）。
その後、次男の二条良実が祖父の公経の後押しもあって関白となったが、祖父の後ろ盾でなったことを見てもわかるように、後嵯峨天皇の下で公経と土御門定通（天皇の大叔父）が政治の実権を握った一方で、天皇家との関係を失った道家の実力は衰退していた。また、公経は独断で自分の孫娘である西園寺姞子を後嵯峨天皇の中宮に立て、その母方の叔母にあたる四条灑子を良実の室にすることで道家と距離を置き始める。
だが、寛元2年（1244年）8月に公経が死去すると、道家は勝手に公経の遺言と称して関東申次の職を継承（ただし、公経の生前から「将軍の実父」として公経とともに関東申次の職務にあたっていたとする説もある）し、さらに寛元4年（1246年）1月には次男の良実を排除して（道家と良実は不仲で、良実は父から義絶されていた）、寵愛する4男の一条実経を関白として擁立する（後深草天皇践祚後は摂政に転じる）。しかも独断で関東申次を3人制として実経と近衛兼経を任命するなど、朝廷内での権勢を取り戻す。だが、このような独断専行を見せ始めたために次第に朝廷における信望を失っていった。また、幕府に対しても将軍の実父である事を理由にその政策への干渉を始め、北条氏得宗家に反発する北条一族や御家人達の支持を集めた事から、幕府側からも危険視されるようになっていった。

### 失脚、最期
寛元4年（1246年）閏4月から6月に執権北条時頼下で起きた名越光時らの陰謀に、将軍辞任後も大殿として息子の将軍藤原頼嗣を後見していた頼経が関与していた事が発覚し、頼経は7月に京へ追放された（宮騒動）。それに対する連座に加えて、道家が親しくしていた雅成親王（後鳥羽天皇の皇子で承久の乱後但馬国に流されていた）が幕府によって一時帰京を許された折に、後嵯峨上皇と後深草天皇を排して同親王を皇位に就けようとしていたとする容疑によって、道家は10月に関東申次の職を罷免（公経の子・西園寺実氏に交代）され、実経も翌寛元5年（1247年）1月に摂政を罷免させられた。これにより道家は政治的立場を完全に失った。なお、名越の陰謀にも関与していた三浦光村が宝治元年（1247年）6月の宝治合戦で兄の泰村と共に北条執権方に討たれた際に「九条頼経殿が将軍の時、その父九条道家殿が内々に北条を倒して兄泰村殿を執権にすると約束していたのに、（名越の陰謀の時に）泰村殿が猶予したために今の敗北となり、愛子と別れる事になったばかりか、当家が滅ぶに至り、後悔あまりある」と悔やんだとされていることから、一連の「反得宗家」の陰謀に道家自身が積極的に関与していた可能性も指摘されている。
さらに建長3年（1251年）末、了行ら宝治合戦残党の幕府転覆計画が発覚し、それに道家や頼経が関係しているという嫌疑がかかる。翌建長4年（1252年）、孫の頼嗣は将軍職を解任されて京へ追放され、道家はその中で2月21日に死去してしまった。享年60。策謀が頓挫したばかりか鎌倉幕府側に謀議が露見し、時頼からの追及を受けて晩年は憔悴しきっていた。
死因は病死と言われているが、頼嗣失脚の報を聞いてそのまま卒倒して死去したとする説や、隠然たる影響力を持つ道家の存在を苦々しく思った幕府によって暗殺されたとする説もある。

## 官歴
※日付＝旧暦
- 1203年（建仁3年）2月13日、元服し、正五位下に叙位。禁色を許される。3月2日、侍従に任官。7月8日、左近衛中将に転任。12月20日、従四位下に昇叙し、左近衛中将如元。
- 1204年（建仁4年）1月13日、播磨介を兼任。改元して元久元年4月13日、従四位上に昇叙し、左近衛中将・播磨介如元。
- 1205年（元久2年）1月9日、従三位に昇叙し、左近衛中将如元。3月9日、権中納言に転任し、左近衛中将如元。8月9日、正三位に昇叙し、権中納言・左近衛中将如元。
- 1206年（元久3年）1月6日、従二位に昇叙し、権中納言・左近衛中将如元。5月30日、橘氏長者宣下（藤原氏が兼帯する例）。6月16日、左近衛大将を兼任。左近衛中将を去る。
- 1207年（建永2年）1月5日、正二位に昇叙し、権中納言・左近衛大将・橘氏長者如元。2月10日、中納言に転任。左馬寮御監を兼任か?。左近衛大将・橘氏長者如元。
- 1208年（承元2年）7月9日、権大納言に転任し、左近衛大将・左馬寮御監・橘氏長者如元。
- 1212年（建暦2年）6月29日、内大臣に転任し、左近衛大将・左馬寮御監・橘氏長者如元。
- 1215年（建保3年）12月10日、右大臣に転任し、左近衛大将・左馬寮御監・橘氏長者如元。
- 1218年（建保6年）2月26日、左近衛大将・左馬寮御監を辞す。11月26日、東宮（のちの仲恭天皇こと、懐成親王）傅を兼任。12月2日、左大臣に転任し、東宮傅・橘氏長者如元。
- 1221年（承久3年）4月20日、摂政宣下。藤原氏長者宣下。橘氏長者を止むか?7月8日、摂政・藤原氏長者を止む。
- 1222年（承久4年）、橘氏長者宣下。
- 1228年（安貞2年）12月24日、関白宣下。12月27日、藤原氏長者宣下。橘氏長者を止むか?
- 1231年（寛喜3年）7月5日、従一位に昇叙し、関白・藤原氏長者を辞す。
- 1235年（文暦2年）3月28日、摂政宣下。藤原氏長者宣下。
- 1237年（嘉禎3年）3月10日、摂政・藤原氏長者を辞す。
- 1238年（嘉禎4年）4月24日、准三宮宣下を固辞。4月25日、出家。
- 1252年（建長4年）2月21日、薨去。享年60

## 系譜
- 父：九条良経
- 母：一条能保の娘 - 源頼朝の姪
- 正室：西園寺掄子 - 西園寺公経の娘
  - 男子：九条教実（1211-1235）
  - 男子：二条良実（1216-1271） - 二条家祖
  - 男子：藤原頼経（1218-1256） - 鎌倉幕府4代将軍
  - 男子：一条実経（1223-1284） - 一条家祖
  - 男子：円実（?-1272） - 大乗院院主、信円の弟子である実尊の弟子
  - 男子：慈源（?-1255） - 天台座主第77、79世
  - 男子：法助（1227-1284）
  - 女子：九条竴子（1209-1233） - 後堀河天皇中宮、四条天皇の母
  - 女子：九条仁子 - 近衛兼経正室、近衛基平母、従一位
  - 女子：九条佺子 - 四条天皇尚侍、従二位[注釈 8]
- 妻：源有雅の娘
  - 男子：深忠（1233-1268） - 聖護院14代門跡
- 妻：源重房の娘
  - 男子：慈実（1238?-1300?） - 青蓮院11代門主
- 生母不明の子女
  - 男子：行昭（1231?-1303）
  - 男子：道智
  - 男子：勝信（1236?-1287）
  - 男子：道意